# Erdély fazekasközpontjainak listája
A fazekasság erdélyi megjelenéséről az első írásos adatok az 1332–1337-es pápai tizedjegyzékben jelentek meg.
Az erdélyi fazekasközpontok közül a Sóvidék fazekassággal foglalkozó falvai közül ekkor már a Kis- és Nagy-Küküllő mentéről több fazekassággal rendelkező település nevét is említették: pl. Sóvárad, Korond, Küsmöd, Székelyszentistván, Csókfalva neve is szerepelt a felsorolásban, tehát valószínű, hogy az első írásos említéseknél sokkal korábbi a sóvidéki fazekasság.
Erdély jelentősebb fazekasközpontjainak első írásos említéséről a következő adatok maradtak fenn: Segesvár (1376), Marosvásárhely (1552), Székelyudvarhely (1572), Csekefalva (1590), Székelykeresztúr (1590), Korond (1616), Makfalva (1653), Marosszentgyörgy (1667), Szárhegy (1670), Gyergyószentmiklós
(1670), Szentdemeter (1699)-ben szerepelt először az írásos forrásokban.
1896–1900 között a fennmaradt adatok szerint Erdélyben 225 fazekas dolgozott, a legnagyobb fazekasközpont ekkor Kolozsvár volt, összesen 83 fazekassal, míg Székelyudvarhelyen 50, Marosvásárhelyen pedig 23 fazekad működött.
Erdély területén az elmúlt évszázadokban fellelhető fazekasközpontok jellemzője volt, hogy valamennyi önálló stílust képviselt. 
E sokféleségnek főleg történelmi, földrajzi és népességbeli okai voltak. Az e területen élő nemzetiségek sokféleségét; magyarok, szászok, románok ízlését egymástól jól megkülönböztethető stílusjegyek jellemezték.
Erdélyt különösen a Hódoltság korában érték különböző irányból jövő hatások, mint például az Alvincre telepített habánok esetében, de a nyugatról jövő különböző import is fokozta művészetük sokféleségét. A kereskedők a felvidéki habán fazekastelepek bokályait a 18. századtól szállították az erdélyi piacokra, ezek forma és mintakincsét a 19. század második felétől fokozatosan vették át a tordai és zilahi fazekasok.
Az erdélyi kerámiában a főszerepet a díszedények képezték, de az egyszerűbb használati edényeket is gazdagon
díszítették. E fazekasmunkák közt kedvelt forma volt a bokály.
Erdély legjelentősebb fazekasközpontjai főleg Kalotaszegen, Székelyföldön és a Brassó megyei
csángók falvaiban működtek, de a kalotaszegi falvaknak a környék: Torda és Jára fazekasain kívül Szilágy megye falvai is szállítottak edényeket.
Az itt készült edények alapszíne legtöbbször fehér volt, de készültek kék, vörös és fekete alapszínű edények is, melyek díszítménye kék, violaszín, zöld, vagy barna és kék kombinációja volt.
A dúsan díszített bokályok és tálak formáit többnyire vertikális és horizontális csíkokkal tagolták és a mezőket stilizált virágdíszítményekkel töltötték ki.
Az erdélyi fazekasságot a habánon kívül a Kárpátokon túlról érkezett hatások is érték, melyek az egykori bizánci kerámia továbbélésében; technikában, színezésben jelentkeztek.

## Főbb fazekasközpontok
- Alsójára – Az első utalások a fazekasság meglétére 1515-ből, illetve 1598-ból származnak.[1] A fazekascéh meglétét 1836-37-ben említik először.[2] A járaiak hétköznapi használati edényeikről voltak híresek.

A 19. században az egyik legfontosabb erdélyi fazekasközpont. Mesterei ekkor főként hőálló, ún. hólyagos edényeket készítettek sok szerves anyagot tartalmazó, fekete vagy sötétszürke agyagból. A 20. század elejére áttértek a kék, zöld és sárga színnel festett, kontúrozott növényi elemekkel díszített kerámiára és mázatlan edényekre, köztük az ún. járai cserépfazékra. Célközönségük főként a hegységi falvak lakói voltak.
Technológia: A katlan berakásának központonként hagyományos módszere alakult ki. A rakodásnál a fő szempont a kemence terének kihasználása, hogy minél kevesebb fára, tüzelőre legyen szükség. Ezért a kisebb fazekakat, csuprokat a nagyobb fazék belsejében égették, megfiazták a fazekat. Ennek az az előnye is volt, hogy a nagyobb megvédte a kisebbet, így a kisebb lehetett mázas, a nagyobb megvédte az összeragadástól. A fazekak egymásba tevése, megfiazása egyúttal számítási egységgé vált. Így volt Erdélyben, Alsójárán a fazekas elnevezései jelezték, hogy mit mivel fiaztak meg. Legnagyobb fazék volt az aprófőző. A kétliteres fazekat aprófőzőbe valónak nevezték. Az aprófőző után nagyságban a ficsupor következett, amelybe a négydecis csuport tették. Az aránka és az ejteles fazék kisebb méret, ezekbe nem fért semmi
- Alvinc – Bethlen Gábor 1621–1623-ban habán (hutterita) kézműveseket telepített le. Később, miután elveszítették adómentességüket és különböző adókkal terhelték őket, egyre többen elhagyták a települést.
- Arad – A 18. század végéről, ónmázas fajansz bokályok ismeretesek.
- Bánffyhunyad -Az első fazekasokról a 17. században történik említés.[1] A 19. század végén, 20. század elején fekete alapon fehérrel írókázott edények készültek. Motívumaik a reneszánsz edényeket idézik.
- Barcaújfalu – Orbán Balázs leírása szerint a Barcaság jelentős fazekasközségként említi, ahol minden házban dolgozott egy-egy fazekas. A barcasági kerámia edényeinek alapszíne a fajansz fehér alapjára emlékeztet, díszítményeik színe erőteljes kobaltkék, elemei növényiek, melyek sűrűn fedik a bokályok felületét. A barcasági szász edények ecsetes díszítéssel készültek, ez különbözteti meg a barcasági magyar és szász kerámiát. [Irod. Orbán Balázs: A Székelyföld leírása történelmi, régészeti, természetrajzi és népismei szempontból (VI., Bp., 1873)].
- Báród – Sebes-Körös völgyi fehéredényes település. Míg a réviek korsót és kantát készítettek, addig a báródiak fazekaikról és tálaikról voltak híresek. Elsősorban a környékbeli településeknek dolgoztak.[4]
- Belényes – Fekete-Körös völgyi korsósközpontok egyike. "Ma legjellemzőbb góca belényes, ahol újabban oláhok is készítik, de tudnunk kell, hogy a 17. században a belényesi fazekas céh minden tagja magyar."[5]

Fekete-Körös völgyi Kerpenyéd, Kristyor, Lehecsény, Alsó-Valenyágra településeken többségében román fazekasok dolgoztak az ő műhelyeikből kerültek ki a körösi kanták és az oláh korsók.
Györffy István szerint Kristyóron, Lelesden és Feketepatakon vannak fazekasok. Nyégerfalván, Alsó-Valenyágrán, Lehecsényben, Lelesden kantás parasztok dolgoznak.
Hasonló korsók készültek a Temes mentén Bényes román fazekasainak műhelyeiben is.
- Bereck – A településen a berecki fazekasság múltját bemutató gyűjtemény található.
- Barza – Jelentős fazekasfalunak számított. 1900 körül hatvannál több fazekas készített benne vörös, mázatlan agyagedényeket. Az agyagot a falu határából, a Rovine dombról hozták.
- Beszterce – A nagyméretű besztercei szász tálaknál bizánci és itáliai hatás dominál, ezek sárga, zöld, kék színezésűek és karcolásos technikával készültek.
- Brassó – A Brassó melletti Hétfaluban élő csángó magyar fazekasok kerámiáit Magyar Zita fejlesztette tovább, a szász lakosság számára készített fehér angobos alapon, kék írókás díszítésű kerámiákat, hagyományos edényformákat, a kantát, bokályt, tányért, tálakat, fedőket egészítette ki ma használt edényformákkal. [Forrás: Székelyhon.ro → https://szekelyhon.ro/muvelodes/tovabbfejlesztett-barcasagi-es-hodmezovasarhelyi-keramiak]
- Csíkdánfalva – A település 19. században a felcsíki fazekasság központja lett, ma fekete-kerámia üzem is működik itt.
- Csíkmadaras – A 18. században kifogyott a vas, ekkor a felcsíki fazekasság központja, híres fazekasfalu lett. A 19. század végére azonban ez is eltűnt a faluból.
- Csíkszereda –
- Dés – A szászok példájára korán céhekbe tömörültek az erdélyi magyar mesteremberek is, így Dés fazekasainak magyar nyelvű kiváltságlevele már az 1504–1532 közötti időkben ismert volt. Désen még 1900-ban is sok fazekas dolgozott, Désen ekkor 59 iparost és 6 háziiparost írtak össze. Készítettek tálakat is, bokály pedig nagyon nagy mennyiségben készült. Dés fazekasai nagyon régies, archaikus mintakincset őriztek meg, mivel Dés félreesett a főbb kereskedelmi útvonalaktól.
- Désháza – Désháza lakosainak fő foglalkozása az 1800-as évek végén a fazekasság (fazekasipar) volt.
- Étfalvazoltán – Fazekasiparát főleg háztartási cikkek képezik, melyeket vásárokon árusítanak. Felhasznált anyagok: agyag, az edények dekorációját: állatmotívumok, növényi motívumok, mértani motívumok, stilizált díszítés jellemzi.
- Felsőbánya – Fazekasságának jellemzője a sárga-zöld színezés, amely a szilkéikre is jellemző volt. Jellemző díszítményeik: két vízszintes sávba rendezett, zölddel, sárgával színezett díszítmény, illetve vízszintesen elhelyezett nagy, szív alakú virágfej, beleírt évszámmal. A szilkék mellett a kancsón, kantán, bokályon is előfordult a függőlegesen elhelyezett rozmaringág és a fenyőminta. A mély, úgynevezett oláhtál saját-falán festve készült, de ezek nagy része fehér alapszínű volt, rácspiramisok, virágfejek díszítették, néha körbefutó levélkoszorú, ilyenkor a tál öblébe levélcsokor került. A mélytálak fekete színben is készültek, fehér mintával.
- Gyergyószentmiklós – A gyergyói fazekasokat, csempekészítőket 1685-ben említették először név szerint, ekkor

szentmiklósi fazekas István neve volt említve. A fazekassághoz szükséges egész esztendőre szükséges agyagot minden ősszel a Nyír nevű határrészről hozták. 1900 körül Gyergyószentmiklóson még 2-3 működő fazekasról volt adat. A gyergyói fazekasság azonban nem tudta felvenni a versenyt a más vidékek kedvezőbb feltételek között dolgozó fazekasaival.
- Hátszeg – 1900 körül a környéken itt lakott és működött a legtöbb fazekas.
- Iza-völgye – Az Iza folyó völgyi fazekasközpontok: Izaszacsal – A falu a 18. századtól az 1970-es évekig népi fazekasközpont volt. Vörös agyagból készült mázatlan cserépedényeket kőtörmelékből készült barna festékkel, cikkcakkos vagy hullámvonalakkal díszítették. A 20. század közepén még kilenc fazekas élt a faluban, ma már csak Tănase Burnar készít különböző formájú edényeket, főként a turisták számára, fazekastermékeit kiállításon mutatják be.

Bodony: Ugyancsak az Iza-völgy fazekasközpontjai közé tartozik.
- Kézdivásárhely – Már a középkorban jelentős fazekasközpont volt. A 19. század második felében készült díszkorsójukon lévő felirat szerint a fazekas társaság 1649-ben jött létre. A korsót a magyar címer és nemzeti színű zászlók ékesítik. Értékes emlék az 1819-ben készült céhláda. Mindkét céhes emlék a Székely Nemzeti Múzeum gyűjteményében őrződött meg. A fazekasmesterség a 19. századra fokozatosan veszített jelentőségéből, majd a század végére a marosvásárhelyi iparkamara már csak hét fazekasmestert számlált.

A Székely Nemzeti Múzeum kiállításán bemutatásra kerültek az utolsó fazekasmesterek fontosabb szerszámai: a korong, mázőrlő, máztörő, mérleg és a kisebb szerszámok is. Kemencéjének pontos mása is megtalálható a kiállítóteremben, ahol bemutatásra kerültek a jellegzetesen helyi mintákkal díszített bokályok is, melyeket kaolinos alapmázzal vontak be, és legtöbbször virágmintát karcoltak bele, majd barna, sárga és zöld mázzal kifestették. Különösen szépek a Kézdivásárhelyen készült mázas és mázatlan kályhacsempék, melyek némelyikéről a mester neve, vagy névjele is leolvasható. Termékeik között megtalálhatók a háztartásokban használt különféle mázas edények: lábasok, fazekak, korsók és kancsók is.
- Kolozsvár – Régi fazekasközpont, 1512-ben céhprivilégiummal rendelkezett, ami egy korábbi kiváltságlevél megújítása volt. Stílusának alapjait a habán kerámiák jelentik, azonban a kolozsvári stílus nem rekonstruálható teljes mértékben.[9]
- Korond – A korondi fazekasság története
- Kürpöd – Az erdélyi szász fazekasság egyik legkiemelkedőbb központja a Szeben megyei Kürpöd volt, amelynek munkássága a 18. századtól az 1810-es évekig ismert.[1] Az itt készült edények nemcsak a reneszánsz hatást őrző díszítőmotívumaikkal hívják fel a figyelmet, hanem a bizánci örökséget tanúsító sárga-barna színekkel is.[10]
- Küsmöd – Az Udvarhely megyei helységek közül 7 falu fazekasairól történt említés, köztük Küsmödről is, ahol ekkor 9 fazekas dolgozott, és itt még kályhacsempéket is készítettek .
- Lippa – Román fazekasok dolgoztak itt.[6] A kerámiák feltűnő hasonlóságot mutatnak a lugosi darabokkal. Szürkésfehér, durva tapintású, régies stílusú amfora jellegű edényeket égettek.[8]
- Lugos – Magyar fazekas központ volt.[6] A kerámiák feltűnő hasonlóságot mutatnak a lippai darabokkal. Szürkésfehér, durva tapintású, régies stílusú amfora jellegű edényeket égettek.[8]
- Makfalva – A 19. század végén a faluban 120 fazekas működött, melyet határnevei is igazolnak mint például Fazékverem, Agyagos útja, Agyagosmege. A fazekasok áruikat a heti piacokon és a négy országos vásáron értékesítették.
- Máramarossziget – Az itteni fazekasok az egykori bizánci provinciális stílus jegyeit vitték tovább, melyek alapvető jellemzője: karcolt körvonalú díszítmények, fehér alapszínen Itt a zöld és sárga máz a minták kitöltésére szolgált. Ez a stílus Erdélyben nagyon sok helyen használatban volt. Máramarosszigeten leginkább tálas-edény készült: tálak, tányérok, valamint bokály. A kancsók közül itt a széles szájúakat készítették, de felfedezhető volt köztük néhány kulacs is.
- Marosvásárhely – Fazekasai céhszabályzatukat 1612-ben vették át a székelyudvarhelyiektől, pecsétnyomójuk azonban 1512-ből való.[1] Edényformáik közt csuporfélék, fejősajtár, lábasok, porgaló vagy porzsoló, kancsó, bokály, csicses és csics nélküli kanta, korsó és tálas-edény egyaránt előfordult.[11]
- Mezőtelegd – A fazekasság Telegden a virágkorát az 1840-es években élte. A mezőtelegdi kerámiák fehér alapon kékkel írókázottak, kitöltő színnek a sárgát, zöldet és a barnát használták. Bokályokon gyakori minta: a füllel szemközti oldalon lévő függőlegesen álló inda mellett, két oldalon lévő virág.
- Misztótfalu – Fényes Elek Misztótfalu leírásánál lakosságának foglalkozásai közt említette a fazekasmesterséget is.
- Nagybánya – A munkájukhoz szükséges alapanyagokat a helyi bányából szerezték be, többek között a földfestéket, a kaolint, a mangán tartalmú borostyánt a fekete festékekhez, és a mázhoz szükséges ólomoxidot is. Innét látták el Erdély fazekasközpontjainak többségét is ólomgeléttel. Csak a kék színt adó kobaltoxid volt az amit vásároltak. Nagybányán a 16. század körül a főző- és sütőedények mellett cserépkályhákat is készítettek. Az itteni legjellemzőbb edényféleség a fazék volt, amely nagyon jó minőségben készült. Fazekaik két füllel készültek. Másik jellemző edénytípusuk a szilke volt, mely szilke jellemzője a sötétbarna vagy fekete alapszín és a fehér szaruval írt díszítmény volt. Az itt készült szilkét az ételhordáson kívül evésre is használták. Az itt készült szilke szája széles volt, hogy ha több ember ülte körül az edényt, mindenki hozzáférhessen. A harmadik edénytípus, mely híressé lett e vidéken a tál és a tányér volt. Készültek hétköznapi, mély evőtálak, úgynevezett oláh tálak is, melyek szegélyét tulipánfejjel díszítették, majd zöld mázzal vékonyan átszínezték. A jellegzetesebb azonban az a tányértípus volt, melyen fehér alapra, kobaltkékkel írták a mintát és vörössel töltötték ki. Díszítménye négyszirmú virág, az úgynevezett. bányai virág volt, amely nagyrészt a tálak szegélyén fordult elő egy pontozással kísért karcolt hullámvonal íveiben, de sokszor előfordult a szőlőfürtös minta is. Korsóból is kétféle készült: az alföldi, összenyomott szájú, rostélyos, csecses forma, valamint a csatos-szájú korsó, és egy kerek-szájú forma borvizes korsónak. Ennek az utóbbinak az oldalain háromszög alakú rácsminták találhatók.
- Nagyszeben – A városban egykor jelenlévő fazekasság meglétére, ma csak a Fazekasok tornya emlékeztet.
- Nagyvárad – A 18-19. században jelentős fazekasközpont. Fehér alapon sárga, zöld, barna színekkel dolgoztak. Stílusuk a hódoltság kori magyar kerámiát és a bizánci hatásokat tükrözi.[12]
- Páva (Zabola) – Az orbaiszéki Páva és Zabola fazekassága a 19. században bontakozott ki. Páván több, míg Zabolán kevesebb fazekas élt, hogy hol mi készült azt a két település egymáshoz közeli fekvése miatt nehéz elkülöníteni. A pávai mesterek készítettek naiv virágmintával, ecsetfestéssel ellátott bokályokat is, de csináltak különféle használati edényeket is. Páván készültek még zöld mázas kályhacsempék is, tulipánbimbós és madaras díszítéssel. A pávai csempék jellemzője volt, hogy a dúcokat faragáskor nem nagyon mélyítették be.
- Rév (Románia) – A kutatások szerint a fazekasság már a 16. században is virágzott, azonban itt máig is legalább 50 magyar fazekasmester dolgozik. Jellegzetes, vasoxid mentes fehér agyagra, barna földfestékkel dolgoznak.[1] Az edények díszítése nagyon archaikus formákat őriz. Hasas Péter körösrévi fazekasmester elmondása szerint a kerámiákat 1200C°-on égetik ki.
- Siklód – Siklódra a fazekasság Székelyudvarhelyről terjedt el a környékbeli falvakba, ahol már 1702-ben is létezett a fazekas céh.
- Szászkézd – 1700 körül kezdték készíteni a híres, jellegzetes kobaltkék, mázas kerámiát, fehér sgraffito díszítéssel.
- Székelyudvarhely – A legrégebbi céhvel (1572.) rendelkező székely fazekasközpont.[13] A Székelyföldön feltehetőleg itt kezdték el utánozni először a győri edényeket. A legrégebbi ismert évszámos darabok a 18. század legvégéről, a 19. század legelejéről származnak. A virág mellett megjelenik a szarvas és madár ábrázolása, ritkán ember alak is előfordul.[14] A kutatók egy része a kettős koronájú életfát székelyudvarhelyinek véli, mások tordai illetve zilahi mintának tartják. Az edénydíszítéssel a 20. században hagytak fel, piacaikat a környező fazekasfalvak vették át.[1]
- Szentágota – Itt már a 16. században céhet alapítottak a fazekasok.
- Torda – Céhes és céhen kívüli fazekasok is dolgoztak itt.[13]

A tordai készítmények az általános erdélyi kerámiatípusba tartoznak, a 19. század elején és közepén készült darabokat nehéz megkülönböztetni a kolozsvári, nagyváradi, valamint székelyudvarhelyi kerámiáktól. Az 1800-as évek végére, az 1900-as évek elejére jellemzőek a fehér alapra kékkel írókázott, szarvassal, madárral, növényi ornamentikával díszített, gyakran évszámmal is ellátott díszkerámiák.
- Vajdahunyad –
- Vámfalu – Vámfaluban az 1900 as években több mint 50 fazekas élt és dolgozott, ami pár évtizeddel ezelőttre 6–8 működő fazekasra apadt, mára pedig már csak egyetlen fazekas család tevékenykedik Vámfaluban.
- Zilah – Fazekasainak első említése a 17. század közepéről való.[15] Az első céhet 1738-ban alapították.[13] A 19. század első harmadától jórészt kékkel kontúrozott díszedényeket készítettek, de előfordulnak használati edények is.

## Galéria

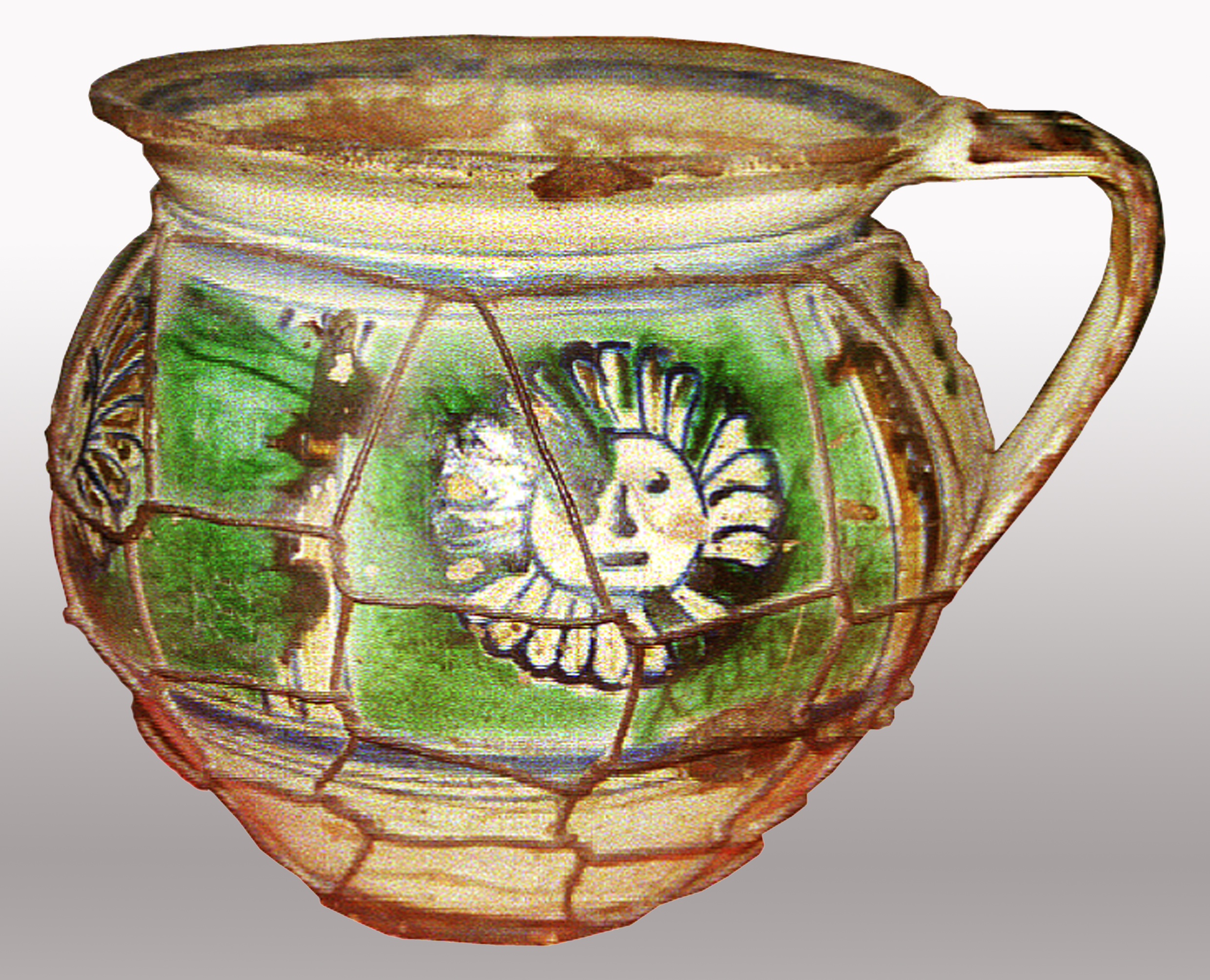
Zilahi szilke a 19. század második feléből
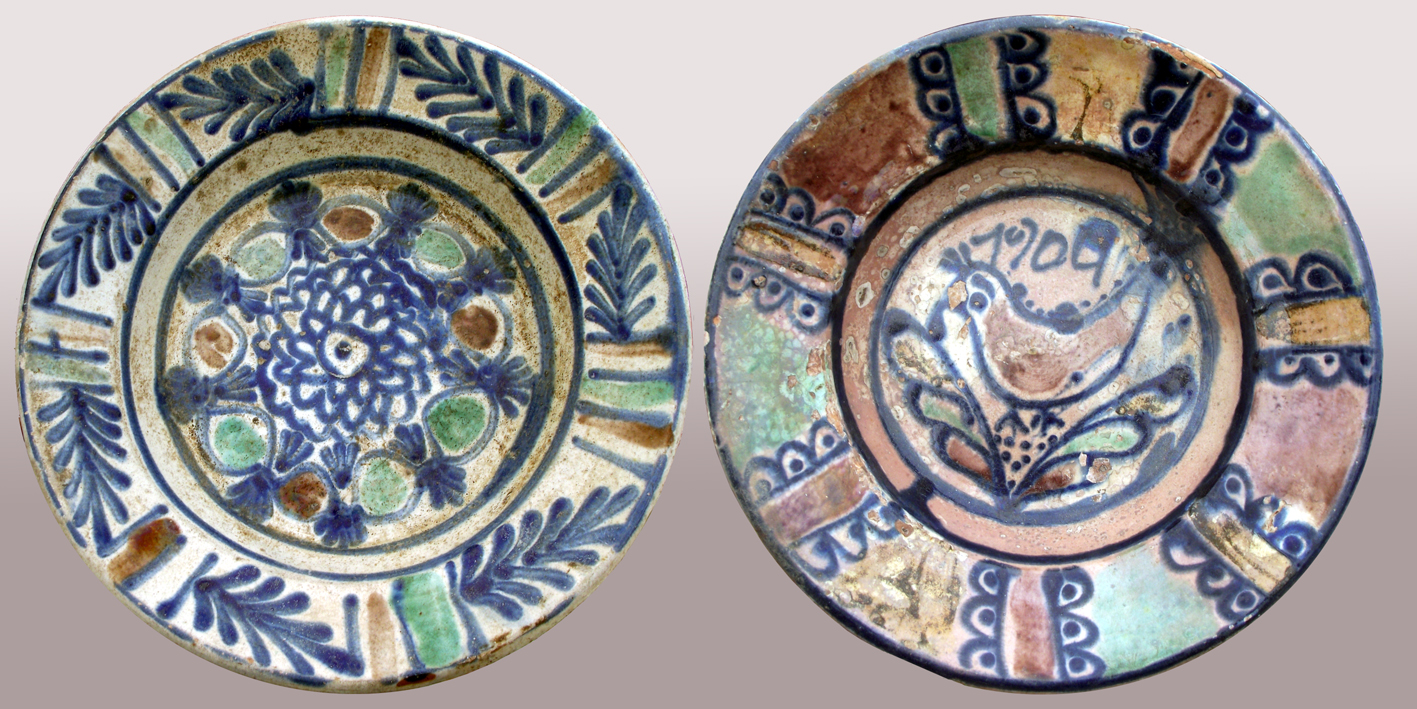
Zilahi tányérok 19-20. század fordulójáról
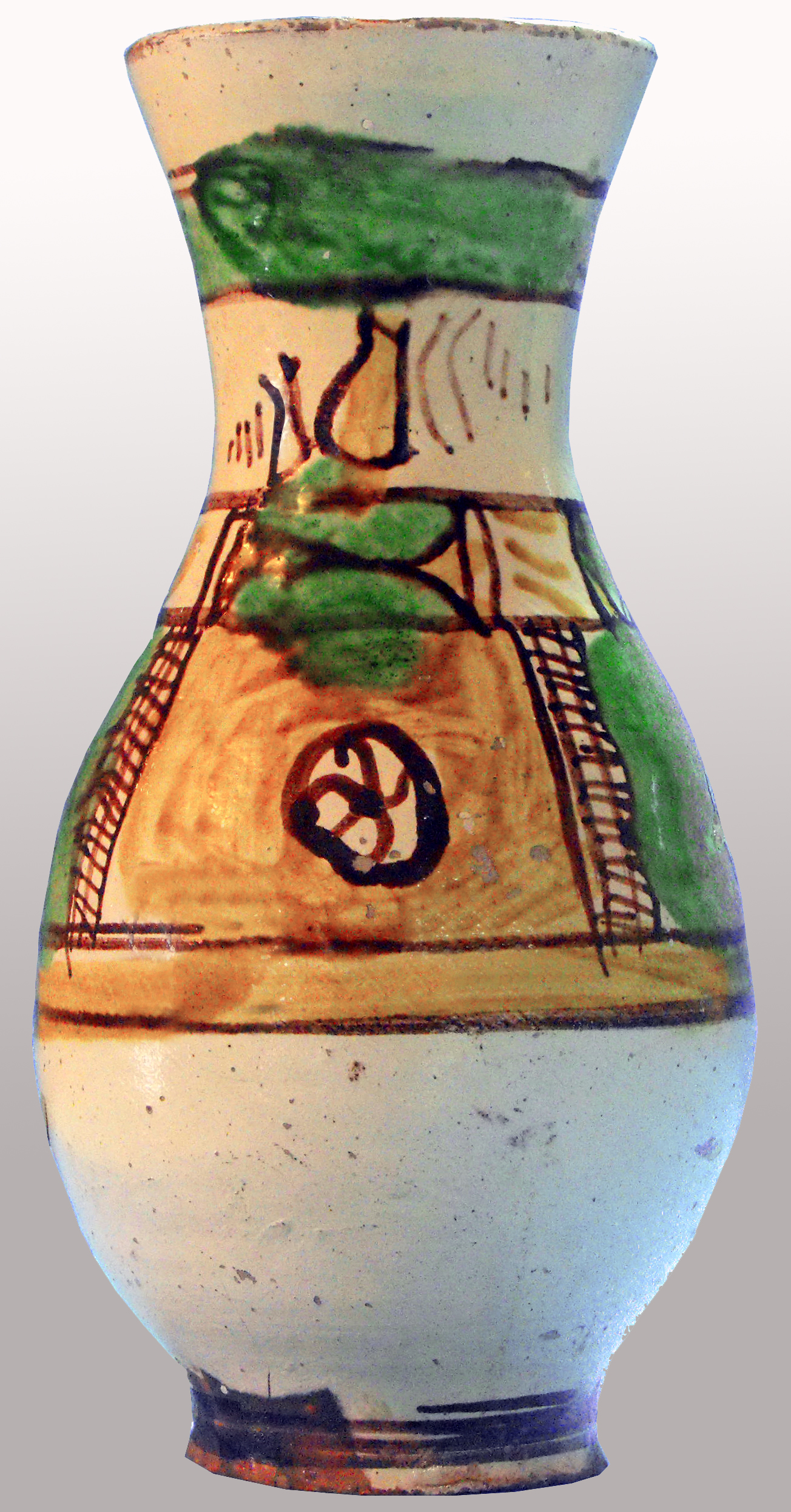
Vajdahunyad környéki bokály, 19. század vége
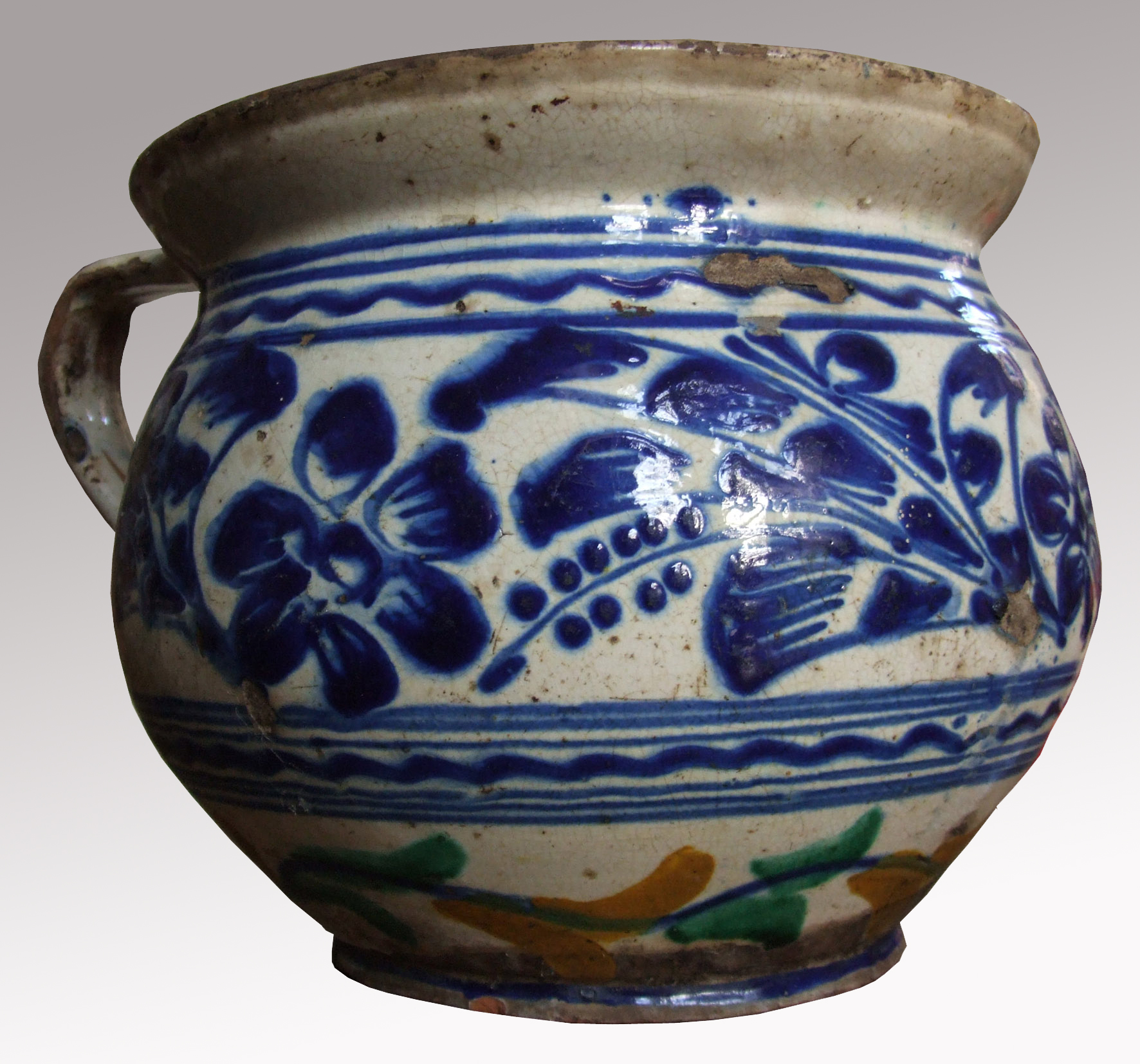
Tordai szilke a 19. század második feléből
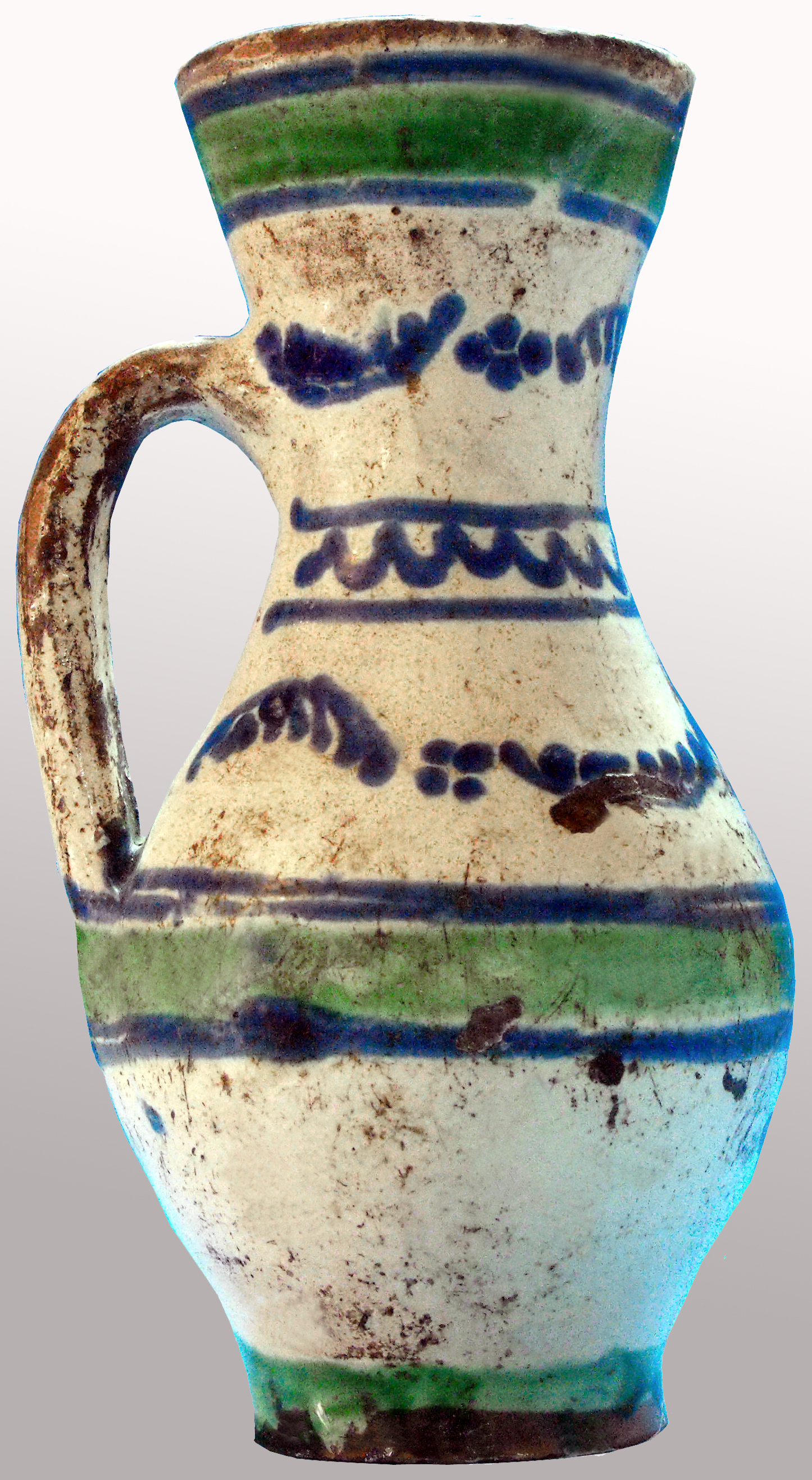
Székelykeresztúri bokály, 19. század vége